# Danny Sapani
Danny Sapani est un acteur britannique né le 15 novembre 1970 à Londres.

## Filmographie

### Cinéma
- 1992 : B & B : Henry
- 2001 : Tip of My Tongue : l'ami de Dave
- 2001 : Hotel : AJ
- 2002 : Anansi : Adolph
- 2003 : Song for a Raggy Boy : Preston
- 2008 : Crimes à Oxford : Scott
- 2009 : Bucco Blanco : Zak
- 2009 : Perfect : Ike
- 2010 : The Last Jazz Musician : Van Hellier
- 2011 : Mercenaires : l'ambassadeur
- 2012 : Hard Boiled Sweet : Leroy
- 2012 : Tezz : David le conducteur du train
- 2012 : Parking Wars : l'imam
- 2013 : Trance : Nate
- 2013 : Singam 2 : Danny
- 2014 : National Theatre Live: Medea : Jason
- 2016 : The Complete Walk: Henry VIII : Henri VIII
- 2016 : The Siege of Jadotville : Moise Tshombe
- 2017 : Star Wars, épisode VIII : Les Derniers Jedi : le capitaine de la frégate médicale
- 2018 : Black Panther : l'ancien de la tribu de la Porte
- 2018 : Taarakaasura
- 2019 : BAiL : Chris
- 2020 : National Theatre Live: Les Blancs : Tshembe Matoseh
- 2021 : Ear for Eye : l'adulte américain
- 2022 : Black Panther: Wakanda Forever : l'ancien de la tribu de la Porte
- 2023 : Sumotherhood
- 2023 : The Red Ball : le père
- 2023 : Girl de Adura Onashile
- 2024 : The Ministry of Ungentlemanly Warfare de Guy Ritchie : Kambili Kalu
- 2025 : The Amateur de James Hawes : Caleb Horowitz

### Télévision
- 1992-2008 : The Bill : Oscar Danniels et Leon Davies (8 épisodes)
- 1993 : Between the Lines : Steve Coogan (1 épisode)
- 1997 : Performance : Sir William Bagot (1 épisode)
- 1997-2011 : Casualty : Paul Caffrey et Walker Bennett (2 épisodes)
- 1998 : Scotland Yard, crimes sur la Tamise : Nicky Burton (2 épisodes)
- 2000 : Fish : Peter Cookson
- 2001 : Judge John Deed : Johnny Latymer (1 épisode)
- 2001-2005 : Holby City : Craig Sefton et Kumi Griffin (2 épisodes)
- 2002-2005 : Ultimate Force : Caporal Ricky Mann (12 épisodes)
- 2003 : Serious and Organised : Dennis Clifton (6 épisodes)
- 2003 : En immersion : Davies (2 épisodes)
- 2005 : Little Britain : Derek (1 épisode)
- 2006 : Blue Murder : Gavin Busby (1 épisode)
- 2009-2011 : Misfits : Tony Morecombe (4 épisodes)
- 2011 : Doctor Who : Colonel Manton (1 épisode)
- 2011 : The Jury : Scott (1 épisode)
- 2012 : The Fear : Wes (4 épisodes)
- 2014-2015 : Penny Dreadful : Sembene (18 épisodes)
- 2015 : The Bastard Executioner : Berber the Moor (10 épisodes)
- 2017 : Chewing Gum : Marlon (1 épisode)
- 2017 : Broken : Daniel Marin et Daniel Oyenusi (2 épisodes)
- 2017 : The State : l'interrogateur (1 épisode)
- 2017 : The Crown : Président Nkrumah (1 épisode)
- 2017-2019 : Les Filles de joie : William North (22 épisodes)
- 2019 : Traitors : Richard Gregory (2 épisodes)
- 2019 : MotherFatherSon : Jahan Zakari (6 épisodes)
- 2020 : Killing Eve : Jamie (7 épisodes)
- 2022 : Halo : Capitaine/Amiral Jacob Keyes (13 épisodes)
- 2023 : The Diplomat : Colin Sutherland